# 5150 (음반)
《5150》은 워너 브라더스 레코드가 1986년 3월 24일에 발매한 미국의 하드 록 밴드 반 헤일런의 일곱 번째 스튜디오 음반이다. 이 음반은 데이비드 리 로스를 대신한 새 리드 싱어 새미 헤이거과 함께 녹음된 4장의 음반 중 첫 번째 음반이었다. 에디 반 헤일런의 홈 스튜디오인 5150의 이름을 따서 지었는데, 그 자체는 정신장애인을 위한 캘리포니아주 법 집행 용어 (캘리포니아주 복지기관법 제5150조에 대한 언급)의 이름을 따서 명명되었다. 5150의 이름은 반 헤일런에 의해 여러 번 사용되었다. 이 음반은 빌보드 200 차트에서 1위를 기록하며, 에디 반 헤일런이 게스트로 참여한 마이클 잭슨의 《Thriller》에 이어 2위로 정점을 찍은 이 밴드의 이전 음반 《1984》를 능가했다.
이 음반은 2023년 10월 6일, 《The Collection II》의 일부로 돈 랜디에 의해 리마스터되었고, 헤이거와 함께한 4장의 스튜디오 음반과 이 시대의 희귀한 8장의 추가 음반이 발매되었다.

## 배경
반 헤일런은 데이비드 리 로스의 후임자를 찾는 데 상당한 어려움을 겪었다. 엎친 데 덮친 격으로 워너 브라더스 레코드는 그들에게 반 헤일런의 이름을 중단하라고 충고했지만, 1986년 초에 에디와 알렉스 반 헤일런은 공식적으로 거절했다. 형제와 베이시스트 마이클 앤서니는 패티 스마이스, 에릭 마틴, 지미 반스 등 로스를 대신할 임시 가수 연속을 음반에 수록하는 것을 고려하기도 했다. 그러나 1985년 7월, 에디는 자신의 페라리 작업을 하는 정비공으로부터 전 몬트로즈의 리드 싱어 새미 헤이거를 지칭받았다. 그 한 쌍이 인기를 끌었고, 새로운 가수와 밴드는 즉시 새로운 노래에 대한 작업을 시작했다.
반 헤일런은 1985년 11월에 음반 작업에 들어갔고, 발매 한 달 전인 1986년 2월에 완성될 것이다.
이 음반 《5150》은 수많은 러브송과 발라드로 유명했는데, 이는 로스 시대의 솔직한 록 스타일링과는 대조적이다. 많은 사람들은 이 새로운 화신을 비웃거나 다정하게 "반 헤이거"라고 불렀고, 헤이거는 그의 책에서 지적하듯이, 워너 브라더스는 그들에게 밴드의 이름을 바꾸도록 고려하라고 요구했다. 이 밴드를 위해 모든 이전 음반을 프로듀싱한 테드 템플먼이 로스의 솔로 《Eat 'Em and Smile'》을 지휘하기 위해 떠난 것에 대한 비난이 거세졌다(템플먼은 몇 년 후에 반 헤일런의 《For Unlawful Carnal Knowledge》를 프로듀싱하기 위해 돌아왔는데, 앤디 존스는 이 음반을 추천받았다). 돈 랜디는 이전 음반에서 엔지니어로 활동한 후 《5150》의 프로듀서 업무를 맡았다. 하지만 이번 음반의 프로듀싱은 템플먼과의 음반과는 확연히 달랐다. 이전에는 믹스가 높고 자주 왼쪽 채널로 밀렸던 에디의 기타 ("라이브" 사운드를 흉내내기 위해서) 지금은 믹스에서 똑같이 앉았고 전체적인 사운드는 바뀌었다. 템플먼이 로스 밴드와 함께 만든 "라이브 믹스"의 팬이 아니었기 때문에, 이것이 그의 행동이었는지도 모른다. 이 음반은 또한 반 헤일런이 기악곡이 없는 첫 번째 음반이다.
포리너의 기타리스트 믹 존스 또한 워너 브라더스 레코드가 밴드의 완전한 창조적 위도를 부인한 후 프로듀서로 영입되었다. 존스에 따르면, 반 헤일런의 형제는 "당시 특별히 충전된 감정적 관계를 겪고 있었고, 거기서 일어나는 몇 가지 말도 안 되는 상황들이 있었다"고 한다. 존스는 그의 가장 큰 공헌은 그의 다이나믹한 보컬 퍼포먼스에 헤이거와 협력한 것이라고 생각한다.
오프닝 곡인 〈Good Enough〉는 영화 《스페이스볼》에서 들을 수 있다.

## 커버 아트
이 커버 아트는 아틀라스가 무릎을 꿇은 채 어깨에 구를 들고 있는 아르 데코 묘사를 담고 있고, 이 음반의 모델은 ESPN 바디 쉐이핑의 릭 발렌트이다. 그리고 반 헤일런 로고가 구를 감싸고 있다. 음반의 제목은 아틀라스의 목 주위에 있는 체인에 플래카드로 나타난다. 음반의 뒷면 커버에는 아틀라스 캐릭터가 무너지고, 구가 떨어져 나간 채 부서져 안에 밴드가 드러난다.

## 발매
로스를 대체했다는 논란에도 불구하고, 이 음반은 빌보드 200에서 1위를 한 그들의 첫 번째 음반이었다. 또한 헤이거가 《Live Without a Net》 콘서트 비디오에서 밝힌 바와 같이, 이 음반은 헤이거의 첫 번째 1위였다. 이 음반은 1986년 4월 26일에 1위, 1986년 5월 28일에 2배 멀티 플래티넘으로 올라갔다.
이번 음반 투어 중 만들어진 라이브 비디오는 《Live Without a Net》로 발매되었으며, 이후 DVD로 발매되었다. 투어 자체가 이전 투어와는 큰 변화였다. 반 헤일런이 이전에 작업할 수 있는 수년간의 자료가 있었던 곳에서, 심지어 첫 번째 음반을 지원하는 투어에서도, 헤이거는 반 헤일런의 히트곡들을 연주하는 것을 로스 팬들이 불편하게 여겼다. 따라서 밴드의 백 카탈로그는 대부분 세트 리스트에서 삭제되었다. 대신에, 이 쇼는 거의 모든 《5150》 음반, 몇 개의 헤이거 솔로 히트곡
(〈I Can't Drive 55〉와 〈There's Only One Way to Rock〉), 그리고 레드 제플린의 〈Rock and Roll〉 커버로 구성되어 있었고, 이 밴드는 〈Best of Both Worlds〉의 일부로 로버트 파머의 〈Addicted to Love〉의 유머러스한 구절도 연주했다. 로스 시대의 곡들 중, 〈Panama〉, 〈Ain't Talkin' 'bout Love〉 그리고 〈You Really Got Me〉가 규칙적으로 공연되었고, 로스와는 달리 헤이거는 에디가 키보드를 연주할 수 있도록 하는 능숙한 기타리스트였다.

## 평가
| 평가 점수                          | 평가 점수 |
| 출처                               | 점수      |
| ---------------------------------- | --------- |
| AllMusic                           | [ 13 ]    |
| Christgau's Record Guide: The '80s | C+        |
| Rolling Stone                      | [ 15 ]    |
| The Rolling Stone Album Guide      | [ 16 ]    |

《5150》에 대한 초기 평가는 엇갈렸으나, 이후 이 음반은 반 헤일런의 가장 완성도 높은 녹음 중 하나로 여겨지게 되었다. 《빌리지 보이스》의 로버트 크리스트가우는 이 음반에 C+ 등급을 부여했으며, 이는 "불명예스럽지 않은 공연으로, 대개 실패한 실험이거나 기분 좋은 수작"을 의미한다. 그는 "에디가 곧 반 헤일런이라고 여겼던 기타 애호가들이, 비디오 스타 데이비드 리 로스가 '알려진 바 중 가장 한심한 인간' 중 하나인 새미 헤이거로 교체된 뒤에도 그의 불꽃놀이 같은 연주와 거칠고 직설적인 훅을 여전히 좋아할 수 있을지 궁금하다"고 평했다. 또한 "무언가를 말하고자 하는 뮤지션이라면 새미 헤이거의 부름에 응답하는 것을 참을 수 없을 것"이라고도 덧붙였다.
또한 《롤링 스톤》의 팀 홈스는 이 음반에 별 다섯 개 만점 중 세 개를 부여하였다. 그는 "에디 반 헤일런의 건방지면서도 영리한 천재성의 일부는, 복잡한 오케스트레이션과 록의 진부함을 동시에 사고하는 능력에 있다"고 평했다. 그는 또 "에디는 여전히 자신의 기타로 원자를 쪼갤 수 있으며, 그것을 알고 있다. 데이비드 리 로스가 있든 없든, 이곳은 반 헤일런의 세계이며, 《5150》은 밴드의 역량이 최고조에 달했을 때 뿜어져 나오는 화려한 불꽃놀이를 발산하고 있다"고 덧붙였다. 그는 끝으로 “결국 반 헤일런이라는 기계에 추진력과 파동을 부여하는 것은, 이런 상반된 요소들을 오묘하게 직관적으로 조율하는 에디 반 헤일런의 능력”이라고 결론지었다.
올뮤직의 스티븐 토마스 얼와인의 회고적 리뷰는 대체로 긍정적이었다. 얼와인은 헤이거의 퍼포먼스로 인해 더 무겁고 직설적인 느낌이 들었다고 비판했다. "다이아몬드 데이브라면 이 곡을 장난스럽게 넘기면서 입꼬리를 올렸겠지만, 헤이거는 이를 중립적으로 표현하며 절대 웃음을 주지 않고, 농담도 하지 않습니다. 심지어 마지막 곡 〈Inside〉에서 왜 그들이 자신을 대체자로 선택했는지에 대해 유머를 시도할 때도, 그것은 전혀 재미있지 않았습니다. 아마도 데이브처럼 태생적인 코미디언이 아니기 때문일 것입니다." 그는 "하지만 그들은 좋은 곡들과 파티를 즐기려는 열정을 가지고 있었기 때문에, 그런 좋은 의도와 느린 곡들이 음반의 속도를 늦추지 않았고, 그 반대로 음반에 다양성을 주어 반 헤일런 매치 II의 인상적인 오프닝을 만들어냈다"고 결론지었다.

## 곡 목록
모든 곡들은 새미 헤이거, 에디 반 헤일런, 알렉스 반 헤일런 그리고 마이클 앤서니에 의해 작사/작곡하였다.
| #  | 제목                       | 재생 시간 |
| -- | -------------------------- | --------- |
| 1. | 〈Good Enough〉            | 4:05      |
| 2. | 〈Why Can't This Be Love〉 | 3:48      |
| 3. | 〈Get Up〉                 | 4:37      |
| 4. | 〈Dreams〉                 | 4:54      |
| 5. | 〈Summer Nights〉          | 5:06      |

| #  | 제목                    | 재생 시간 |
| -- | ----------------------- | --------- |
| 6. | 〈Best of Both Worlds〉 | 4:49      |
| 7. | 〈Love Walks In〉       | 5:11      |
| 8. | 〈5150〉                | 5:44      |
| 9. | 〈Inside〉              | 5:02      |

## 참여 인원
반 헤일런
- 새미 헤이거 - 리드 및 백 보컬
- 에디 반 헤일런 - 기타, 키보드, 백 보컬
- 마이클 앤서니 - 베이스 기타, 백 보컬
- 알렉스 반 헤일런 - 드럼

## 차트
주간 차트
| 차트 (1986년)       | 순위 |
| ------------------- | ---- |
| 미국 《빌보드》 200 | 1위  |

싱글
| 연도   | 싱글                       | 차트                 | 순위 |
| ------ | -------------------------- | -------------------- | ---- |
| 1986년 | 〈Best of Both Worlds〉    | 빌보드 메인스트림 록 | 12위 |
| 1986년 | 〈Dreams〉                 | 빌보드 메인스트림 록 | 6위  |
| 1986년 | 〈Dreams〉                 | 빌보드 핫 100        | 22위 |
| 1986년 | 〈Love Walks In〉          | 빌보드 메인스트림 록 | 4위  |
| 1986년 | 〈Love Walks In〉          | 빌보드 핫 100        | 22위 |
| 1986년 | 〈Summer Nights〉          | 빌보드 메인스트림 록 | 33위 |
| 1986년 | 〈Why Can't This Be Love〉 | 빌보드 메인스트림 록 | 1위  |
| 1986년 | 〈Why Can't This Be Love〉 | 빌보드 핫 100        | 3위  |

## 인증
| 국가                       | 인증        | 판매량/출하량 |
| -------------------------- | ----------- | ------------- |
| 오스트레일리아 (ARIA)      | 2× 플래티넘 | 140,000^      |
| 캐나다 (뮤직 캐나다)       | 3× 플래티넘 | 300,000^      |
| 독일 (BVMI)                | 골드        | 250,000^      |
| 영국 (BPI)                 | 실버        | 60,000^       |
| 미국 (RIAA)                | 6× 플래티넘 | 6,000,000^    |
| ^출하량을 기반으로 한 인증 |             |               |